# ХК МВД
«ХК МВД» — российский хоккейный клуб, базировавшийся в городах Тверь, Подольск и Балашиха, существовавший с 22 апреля 2004 по 30 апреля 2010 года.

## История
Хоккейный клуб МВД был создан 22 апреля 2004 года приказом Министра внутренних дел России Рашида Нургалиева на базе команды ТХК Тверь. Катализатором создания профессионального хоккейного клуба в стенах Министерства внутренних дел России послужила победа команды МВД России на чемпионате мира по хоккею среди полицейских, проходившим в феврале 2004 года в Швейцарии.
После ноябрьских неудачных встреч в 2004 году на пост главного тренера был приглашён Геннадий Цыгуров, тренировавший до этого лидера турнира — саратовский «Кристалл». Цыгуров много игрового времени отдавал молодёжи, в том числе тверской. Так, в четвёртом звене стабильно играли защитник Александр Кутузов и нападающий Денис Кокарев. Молодёжное звено Цветков-Кокарев-Васильев прогрессировало, играя под плечами ветеранов. В финале плей-офф ХК МВД обыграл со счётом 3-1 (2:1, 1:2 от, 4:2, 5:0) чеховский «Витязь» и вышел в Суперлигу российского хоккея.
В 2005 году ХК МВД выиграл турнир высшей лиги в группе «Запад». Первую шайбу ХК МВД в официальных матчах первенства России забросил Александр Семак в домашнем матче с ХК «Белгород». В составе команды тогда выступали такие известные ветераны, как Виктор Гордиюк (был капитаном команды), Андрей Пчеляков, Олег Антоненко, Александр Кувалдин, Олег Хмыль, Александр Журик, Евгений Грибко, вратарь Игорь Карпенко.
В мае 2005 года главным тренером команды был назначен Сергей Котов. Первую половину сезона уже в Суперлиге ХК МВД провёл в Твери, сотворив две сенсации. Матч открытия — в овертайме обыграно московское «Динамо» со счётом 3:2. В октябре 2005 года обыгран казанский «Ак Барс» со счётом 2:1 (отличились Денис Кокарев и Марат Давыдов). После первого круга ХК МВД (Тверь) занимал 10 строчку в турнирной таблице. Ноябрьские провалы 2005 года привели к тому, что место главного тренера занял тренер фарм-клуба Валерий Панин. В конце 2005 года было принято решение о перемещении клуба из Твери в Московскую область: сезон 2006/2007 годов ХК МВД начал в Подольске.
Осенью 2007 года клуб переехал в Балашиху. Домашней площадкой команды стал ледовый дворец «Балашиха-Арена». В этом же году и на этой же арене был создан фарм-клуб ХК МВД-2, выступавший в Первой лиге региона «Запад» регулярного чемпионата России в сезонах 2007/2008 и 2008/2009 годов. С 2 апреля 2008 года главным тренером команды стал Олег Знарок.
Сезон 2009/2010 годов стал самым успешным в пятилетней истории клуба. ХК МВД одержал победу в предсезонном хоккейном турнире памяти лётчика-космонавта П. И. Беляева в Череповце. В регулярном чемпионате ХК МВД каждую пятую домашнюю игру проводил в ретро-форме, которая была приурочена к пятому сезону существования клуба и ни в одной из этих игр не проиграл. В этом сезоне клуб обновил все свои рекорды и занял 4 место, уступив только «Салавату Юлаеву», магнитогорскому «Металлургу» и СКА.
Плей-офф ХК МВД начал дома, первым соперником стал ЦСКА, который уступил в серии со счётом 0-3. Следующим соперником стало рижское «Динамо», которое уступило со счётом 1-4 в серии. Финал конференции ХК МВД разыграл с ярославским «Локомотивом», в седьмой игре выиграв 2:1. В финале с «Ак Барсом» балашихинцы проиграли два первых домашних матча, но потом сравняли счёт в серии и вышли вперёд. В Казани ХК МВД уступил 1:7. Заключительная игра проходила в Балашихе, где ХК МВД проиграл со счётом 0:2.
В этом же сезоне 2009/10 фарм-клуб ХК МВД-2 вступил во вновь образованную молодёжную хоккейную лигу под новым названием «Шериф» (Балашиха).
В 2010 году прекратил существование, влившись в хоккейный клуб «Динамо» (Москва).

## Достижения

### Трофеи чемпионатов страны
- Победитель дивизиона «Запад» Высшей лиги чемпионата России: 2004/2005
- Победитель Высшей лиги чемпионата России: 2004/2005
- Обладатель Кубка Западной конференции КХЛ: 2010
- Серебряный призёр чемпионата КХЛ: 2009/2010

### Трофеи предсезонья
- Хоккейный турнир памяти лётчика-космонавта П. И. Беляева в Череповце: 2009
- Международный кубок полицейских и пожарных: 2004, 2007, 2009

## ХК МВД в чемпионатах России
| Сезон | Лига            | Достижение |
| ----- | --------------- | ---------- |
| 04-05 | Высшая лига ПХЛ | Победитель |
| 05-06 | Суперлига ПХЛ   | 1/8 финала |
| 06-07 | Суперлига ФХР   | 1/8 финала |
| 07-08 | Суперлига ФХР   | 1/8 финала |
| 08-09 | КХЛ             | 18 место   |
| 09-10 | КХЛ             | Финалист   |

- Высшая лига 2004—2005: 1-е место в дивизионе «Запад», обладатели кубка ПХЛ.
- Суперлига 2005—2006: 15-е место в регулярном чемпионате, поражение в 1/8 финала от казанского Ак Барса с общим счётом встреч 3:1.
- Суперлига 2006—2007: 13-е место в регулярном чемпионате, поражение в 1/8 финала от магнитогорского «Металлурга» с общим счётом 3:0.
- Суперлига 2007—2008: 10-е место в регулярном чемпионате, поражение в 1/8 финала от казанского Ак Барса с общим счётом встреч 3:0.
- Чемпионат КХЛ сезон 2008—2009: 18-е место в регулярном чемпионате.
- Чемпионат КХЛ сезон 2009—2010: 4-е место в регулярном чемпионате КХЛ, итоговое 2-е место в КХЛ, 1-е место в Дивизионе Тарасова, обладатель кубка Западной конференции КХЛ, финалист Кубка Гагарина.

## Главные тренеры
- Виктор Вахрушев (22 апреля 2004 — 15 ноября 2004)
- Геннадий Цыгуров (15 ноября 2004 — 21 мая 2005)
- Сергей Котов (24 мая 2005 — 26 ноября 2005)
- Валерий Панин (26 ноября 2005 — 16 мая 2006)
- Николай Соловьёв (16 мая 2006 — 23 марта 2007)
- Андрей Хомутов (3 апреля 2007 — 28 марта 2008)
- Олег Знарок (2 апреля 2008 — 30 апреля 2010)

## Фарм-клубы
- ХК МВД-2 Первая лига регион «Запад» чемпионата России в сезонах 2007/2008 и регион «Центр-Запад» в 2008/2009.
- «Шериф» (Балашиха) (МХЛ) в сезоне 2009/2010.

## Ледовые арены
- Ледовый дворец спорта «Юбилейный», Тверь (2004—2006)
- КСК «Ледовый дворец „Витязь“», Подольск (2006—2007)
- Ледовый дворец «Балашиха-Арена», Балашиха (2007—2010)